# Куртени (Васлуј)
Куртени (рум. Curteni) насеље је у Румунији у округу Васлуј у општини Олтенешти. Oпштина се налази на надморској висини од 144 m.

## Становништво
Према подацима из 2002. године у насељу је живело 276 становника, од којих су сви румунске националности.